# Lanškroun-Vnitřní Město
Lanškroun-Vnitřní Město je název městské části, část obce Lanškroun v okrese Ústí nad Orlicí. V roce 2011 měla 411 obyvatel a nacházelo se v ní 113 domů.